# Haplophyllum schelkovnikovii
Haplophyllum schelkovnikovii är en vinruteväxtart som beskrevs av Aleksandr Alfonsovitj Grossgejm. Haplophyllum schelkovnikovii ingår i släktet Haplophyllum och familjen vinruteväxter. Inga underarter finns listade i Catalogue of Life.